# McIntosh (Nowy Meksyk)
McIntosh – jednostka osadnicza w Stanach Zjednoczonych, w stanie Nowy Meksyk, w hrabstwie Torrance.